# Актюбинский областной музей художественного и декоративно-прикладного искусства
Актюбинский областной музей художественного и декоративно-прикладного искусства (каз. Көркем және сәндік-қолданбалы өнерінің Ақтөбе облысының мұражайы) — художественный музей в Актобе (Актюбинская область, Казахстан). Основан в 1981 году.

## История
Музей был открыт 2 июля 1981 года как филиал дирекции художественных выставок Министерства культуры Казахской ССР Актюбинский областной художественный выставочный зал. Первой проведённой выставкой стала экспозиция «Изобразительное искусство Казахстана». В 1997 году выставочный зал стал областным. 
В 2006 году художественный выставочный зал был преобразован в Актюбинский областной музей художественного и декоративно-прикладного искусства. В 2013 году музей переехал в новое реконструированное двухэтажное здание расположенное в самом центре города Актобе. Новое здание позволяет разместить как постоянную экспозицию, так и временные выставки.

## Экспозиция
На сегодняшний день Актюбинский областной музей художественного искусства располагает фондом, который насчитывает более 4 тыс. произведений искусства разных жанров. Коллекция музея включает произведения современного изобразительного и декоративно-прикладного искусства Актюбинской области и Казахстана, графику и экслибрисы с Международных выставок.
Музей регулярно организует персональные и совместные выставки работ художников города Актобе и передвижные выставки мастеров Казахстана и ближнего зарубежья.

## Деятельность музея
Основная цель музея — это выставочно-экспозиционная работа, развитие и сохранение историко-культурного наследия и культурных традиций, пропаганда народного творчества и популяризация музейных ценностей.